# Музей кружева (Бурано)
Музей кружева (Бурано) — музей текстиля, расположенный в историческом Палаццо дель Подеста ди Торчелло на площади Галуппи в Бурано, где с 1872 по 1970 год уже находилась знаменитая школа кружева.
В исторической обстановке, которая также привносит в музей типичную полихромию острова Бурано, выставлены редкие и ценные образцы, которые предлагают полный обзор исторических и художественных событий венецианского и лагунного кружева с момента его возникновения до наших дней.
В часы работы музея можно увидеть за работой мастеров-кружевниц, хранителей искусства, передающегося из поколения в поколение.

## История
После закрытия исторической школы кружева Бурано (открытой в 1872 году по указанию графини Андрианы Марчелло, которая хотела сохранить эту многовековую традицию и возродить её в качестве экономического ресурса) в 1978 году был основан фонд для возрождения и развития искусства. кружева. Был каталогизирован и реорганизован исторический архив школы, отреставрировано здание, а в 1981 году официально открыт музей, в котором выставлено около сотни кружев, рисунков и исторических документов с XVI по XX век.
В 1995 году музей кружева был включен в схему фонда Гражданских музеев Венеции (MUVE) . После крупных реставрационных работ музей вновь открылся в 2011 году с новой и более крупной выставкой.

## Экспозиция
Маршрут выставки начинается на первом этаже музея, где несколько информационных панелей (видео (с английскими субтитрами)) иллюстрируют технику строительства и наиболее распространенные точки (включая точку Венеция и точку Бурано).
Визит продолжается на первом этаже в хронологическом порядке через четыре зала, в которых выставлено в общей сложности около 200 кружев, в том числе некоторые редкие и драгоценные экземпляры, свидетельствующие об эволюции техники производства от эпохи Возрождения до XIX века:
1. От истоков до XVI века;
2. XVII век и XVIII век;
3. XIX век и XX век;
4. Школа кружева Бурано (1872—1970).

Существует также пространство, посвященное премии Бурано, в котором представлены картины и графические работы, награжденные в четырёх выпусках художественного конкурса (1946, 1951, 1953 и 1956).
Поясняющие плакаты возле экспонатов рассказывают о секретах этого ремесла.